# Никлас Ландин
Никлас Ландин Јакобсен (дан. Niklas Landin Jacobsen; Соборг, 19. децембар 1988) дански је рукометни голман, који тренутно наступа за дански Олборг. Постао је европски првак са данском репрезентацијом, на европском првенству у Србији победом против домаћина са резултатом 21:19.
На светском првенству 2011. године у Шведској освојио је сребрну медаљу са својом репрезентацијом.

## Трофеји

### Свендборг
- Првенство Данске (1) : 2006/07.

### Рајн-Некар Левен
- ЕХФ куп (1) : 2012/13.

### Кил
- Првенство Немачке (3) : 2019/20, 2020/21, 2022/23.
- Куп Немачке (3) : 2016/17, 2018/19, 2021/22.
- Суперкуп Немачке (4) : 2015, 2020, 2021, 2022.
- ЕХФ куп (1) : 2018/19.
- ЕХФ Лига шампиона (1) : 2019/20.

### Олборг
- Првенство Данске (1) : 2023/24.